# Стойленское железорудное месторождение
Стойленское железорудное месторождение — железорудное месторождение в Белгородской области, вблизи городов Губкин и Старый Оскол, на территории Старо-Оскольского железорудного района Курской магнитной аномалии. 

## Характеристика месторождения
Географически,  месторождение расположено на Среднерусской возвышенности и в морфологическом отношении представляет невысокое плато, изрезанное оврагами и балками. Наиболее крупные реки — Сейм и Оскол.
Стойленское железорудное месторождение относится к формации железистых кварцитов. Оно расположено в центральной части северо-восточной полосы КМА. В геологическом строении месторождении участвуют интенсивно дислоцированные метаморфические породы докембрия, в которых выделяются железорудная свита курской серии протерозоя. Метаморфические комплексы протерозоя перекрываются осадочным чехлом, сложенным отложениями палеозойского, мезозойского и кайнозойского возрастов мощностью от 50 до 200 м. Осадочные породы сверху вниз представлены суглинками, песками, песчаниками, рудными и безрудными брекчиями.
Месторождение приурочено к юго-восточной части Тим-Ястребовской синклинали. Породы смяты в сложные, глубокие и узкие синклинальные и антиклинальные складки, преимущественно северо-западного простирания с крутым, нередко опрокинутым падением крыльев. В северной части месторождения развиты интрузии диоритов и габбродиоритов, в юго-восточной части — конгломераты.
Широкое развитие имеют межпластовые и секущие дайки, а также жилы диорит-порфиритов и гранитов мощностью от 10 см до 20 см. Железорудная свита сложена железистыми кварцитами и сланцами. Мощность её изменяется от 400 м на северо-востоке до 800 м на юго-западе. Интенсивная складчатость докембрийских образований обусловила крутое, нередко почти вертикальное залегание рудных залежей. Площадь залежи железистых кварцитов по кровле составляет 4,1 км², детальная разведка выполнена до глубины 460 м, отдельными скважинами до 700 м. Граница рудных тел с осадочной толщей резкая, неровная.
Гидрогеологические условия месторождения обусловлены геоморфологическими и структурными особенностями его расположения на водораздельном плато, расчлененным глубоко врезанной овражной сетью, и ограничением с севера, юга и востока долинами рек Оскольца, Чуфички, Оскола, а также двухъярусным строением массива. На месторождении имеет сплошное распространение сеноман-альбский каньон — туронский и рудно-кристаллический водоносные горизонты.